# Linn-Kristin Riegelhuth Koren
Linn-Kristin Riegelhuth Koren (* 1. August 1984 in Ski, Norwegen) ist eine ehemalige norwegische Handballspielerin. Sie spielte bei Larvik HK und in der norwegischen Handballnationalmannschaft. 2008 wurde sie zur Welthandballerin gewählt.

## Karriere

### Im Verein
Linn-Kristin Riegelhuth Koren begann mit vier Jahren das Handballspielen in ihrem Heimatort bei Ski IL Håndball, bei dem sie unter anderem von ihrer Mutter trainiert wurde. Bis zu ihrem 15. Lebensjahr spielte sie ebenfalls Fußball. Im Jahre 1999 schloss sie sich dem Verein Holmlia Sportsklubb an. Ein Jahr später wechselte Riegelhuth zu Furuset Håndballklubb. Hier durfte die damalige Jugendspielerin auch Spielpraxis in der Damenmannschaft sammeln, die in der 1. Division, die zweithöchste norwegische Spielklasse, antrat.
Im Jahre 2002 unterzeichnete Riegelhuth einen Vertrag beim norwegischen Spitzenverein Larvik HK. Als ihre Mannschaftskameradin Kristine Duvholt Havnås im Herbst 2002 schwanger wurde, erhielt sie fortan große Spielanteile. In ihrer ersten Saison gewann die im rechten Rückraum oder auf Rechtsaußen spielende Linkshänderin zugleich die Meisterschaft. In den folgenden Spielzeiten entwickelte sie sich in Larvik zur Leistungsträgerin. Nachdem Riegelhuth sich in der Saison 2005/06 die Torschützenkrone der norwegischen Eliteserien noch mit Linn Jørum Sulland teilen musste, stellte sie eine Saison später mit 221 Treffern in einer Spielzeit einen neuen Ligarekord auf, der erst im Jahr 2024 überboten wurde. Neben fünf weiteren Meistertitel mit Larvik (2005 bis 2009) gewann sie 2005 und 2008 jeweils den Europapokal der Pokalsieger.
Im Sommer 2009 wechselte Riegelhuth zum dänischen Erstligisten FCK Håndbold. Im 2. Januar 2010 gewann sie mit dem von Anja Andersen trainierten FCK den dänischen Pokal. In der regulären Saison 2009/10 belegte der FCK den ersten Platz. Die Norwegerin erzielte insgesamt 124 Treffer in 22 Meisterschaftsspielen und belegte mit Ann Grete Nørgaard einen geteilten zweiten Platz in der Torschützenliste. In den Play-offs der Saison 2009/10 gelang es dem FCK jedoch nicht, sich für das Meisterschaftsfinale zu qualifizieren.
Im Sommer 2010 kehrte Riegelhuth wieder zu Larvik HK zurück. Mit Larvik gewann sie 2011, 2012, 2013, 2014 und 2015 die Meisterschaft sowie 2011 die EHF Champions League. Am 7. Januar 2015 bestritt sie ihr 500. Pflichtspiel für Larvik. Ab dem Mai 2015 befand sie sich in der Babypause. Im März 2016 feierte sie im Ligaspiel gegen Rælingen Håndballklubb ihr Comeback. Am 24. September 2017 bestritt sie gegen Glassverket IF das letzte Spiel ihrer Karriere. Nachdem Riegelhuth Koren sich ab dem Oktober 2017 in der Babypause befunden hatte, gab sie im Dezember 2018 ihr Karriereende bekannt. Riegelhuth Koren erzielte für Larvik insgesamt 3407 Treffer in 591 Spielen.

### In der Nationalmannschaft
Riegelhuth Koren streifte sich anfangs 14-mal das Trikot der norwegischen Jugend-Nationalmannschaft über. Anschließend kam sie 27-mal für die norwegische Juniorinnen-Auswahl zum Einsatz, mit der sie bei der Juniorinnen-Weltmeisterschaft 2003 die Bronzemedaille gewann.
Die Linkshänderin gab am 23. September 2003 ihr Debüt in der A-Nationalmannschaft. Noch im selben Jahr nahm sie mit der Weltmeisterschaft an ihrem ersten großen Turnier teil. Nachdem Norwegen die Qualifikation zu den Olympischen Spielen misslang, gehörte Riegelhuth bei der Europameisterschaft 2004 dem norwegischen Kader an. Mit Norwegen stand sie im Finale, das Norwegen mit 27:25 gegen Dänemark gewann. Riegelhuth steuerte hierbei fünf Tore zum Finalsieg bei. An der Weltmeisterschaft 2005 konnte sie aufgrund einer schweren Handverletzung nicht mitwirken.
Riegelhuth kehrte im April 2006 wieder in den Kader der Nationalmannschaft zurück. Ende des Jahres nahm sie an der Europameisterschaft in Schweden teil. Mit Norwegen gelang es ihr gegen Russland den EM-Titel zu verteidigen. Ein Jahr später stand sie bei der Weltmeisterschaft wiederum gegen Russland im Finale, jedoch setzte sich diesmal die russische Auswahl erfolgreich durch. Bei den Olympischen Spielen 2008 in Peking standen sich im Finale wiederum Norwegen und Russland gegenüber. Beim 34:27-Finalsieg über Russland war Linn-Kristin Riegelhuth mit neun Toren die torgefährlichste Spielerin der Begegnung.
Mit Norwegen gelang es ihr im Jahre 2008 erneut den EM-Titel zu verteidigen. Riegelhuth gewann dabei mit 51 Toren die Torschützenkrone und wurde in das Allstar-Team gewählt. Mit der norwegischen Auswahl belegte sie bei der Weltmeisterschaft 2009 in China den dritten Platz und wurde erneut in das Allstar-Team gewählt. Ein Jahr später triumphierte Riegelhuth mit dem norwegischen Team zum vierten Mal in Folge bei der Europameisterschaft.
Ihre vierte WM bestritt Riegelhuth 2011 in Brasilien. Durch einen 32:24-Erfolg über Frankreich gewann sie erstmals den WM-Titel. Im Sommer 2012 nahm Riegelhuth Koren erneut an den Olympischen Spielen teil, wo sie wiederum die Goldmedaille gewann. Am 6. Oktober 2012 erzielte Riegelhuth ihren 800. Länderspieltreffer für Norwegen, was vor ihr nur Kjersti Grini, Cathrine Roll-Matthiesen, Susann Goksør Bjerkrheim und Trine Haltvik gelang. Bei der EM 2012 in Serbien stand sie zum fünften Mal in Folge im EM-Finale, das Montenegro gewann. Bei der Weltmeisterschaft 2013 schied sie mit Norwegen im Viertelfinale aus. Im Turnierverlauf erzielte sie 13 Treffer in sieben Partien. Beim Triumph im EM-Finale 2014 war sie mit zehn Treffern die erfolgreichste Spielerin ihrer Mannschaft. Bei den Olympischen Spielen 2016 in Rio de Janeiro gewann sie die Bronzemedaille.

### Erfolge
- norwegischer Meister: 2002/03, 2004/05, 2005/06, 2006/07, 2007/08, 2008/09, 2010/11, 2011/12, 2012/13, 2013/14, 2014/15, 2015/16, 2016/17
- norwegischer Pokalsieger: 2002/03, 2003/04, 2004/05, 2005/06, 2006/07, 2008/09, 2010/11, 2011/12, 2012/13, 2013/14, 2014/15, 2015/16, 2016/17
- dänischer Pokalsieger: 2009/10
- EHF-Champions-League-Siegerin: 2010/11
- Europapokal der Pokalsieger-Siegerin: 2004/05, 2007/08
- Goldmedaille bei den Olympischen Spielen: 2008, 2012
- Bronzemedaille bei den Olympischen Spielen: 2016
- Weltmeister: 2011
- Vize-Weltmeister: 2007
- Europameister: 2004, 2006, 2008, 2010, 2014
- Vize-Europameister: 2012

### Auszeichnungen
- Welthandballerin: 2008
- Spielerin des Jahres der Eliteserien: 2007[29]
- Torschützenkönigin der Europameisterschaft: 2008
- Wahl in das Allstar-Team: 2008 (EM), 2009 (WM)

## Privates
Linn-Kristin Riegelhuth Koren hat einen deutschen Vater. Ihre Schwester Betina Riegelhuth spielte ebenfalls in der höchsten norwegischen Liga. Im Sommer 2011 heiratete sie den norwegischen Handballspieler Einar Sand Koren. Im Dezember 2015 brachte sie eine gemeinsame Tochter zur Welt. Später folgten zwei Söhne.